# الحزب الجمهوري الاشتراكي لسيارا
الحزب الجمهوري الاشتراكي لسيارا (بالبرتغالية: Partido Republicano Socialista do Ceará‏) كان حزبًا سياسيًا اشتراكيًا  في سيارا بالبرازيل. تأسس الحزب في 2 يناير 1934. كان يقوده مواسين كامينا.
خاض الحزب انتخابات 14 أكتوبر 1934 في الغرفة الفيدرالية والجمعية التأسيسية لسيارا. رشح الحزب مرشحًا واحدًا للانتخابات الفيدرالية و10 مرشحين لمجلس الولاية.  لم يتم انتخاب أي من مرشحيه.